# Arabesque (zespół muzyczny)
Arabesque – niemiecka, żeńska dyskotekowa grupa muzyczna założona w roku 1977. Stylem zbliżona do innych czołowych europejskich żeńskich grup dyskotekowych końca lat siedemdziesiątych ubiegłego stulecia, takich jak Maywood, Luv’, Snoopy, Babe (wszystkie z Holandii), À La Carte (z Niemiec), Baccara (z Hiszpanii).
Największe sukcesy odnosiła w Japonii (ponad 6 mln sprzedanych płyt) i ZSRR.
Od roku 1979 do 1984 występowała w niej Sandra Lauer, znana później jako Sandra i żona Michaela Cretu oraz ze współpracy z zespołem Enigma.

## Skład zespołu
- Michaela Rose (1977–1984)
- Karen Ann Tepperis (1977–1978)
- Mary Ann Nagel (1977–1978)
- Heike Rimbeau (1978–1979)
- Elke Brückheimer (1979)
- Jasmin Elizabeth Vetter (1978–1984)
- Sandra Lauer (1979–1984)

## Dyskografia

### Albumy
- 1978 Friday Night
- 1979 City Cats
- 1980 Marigot Bay
- 1980 IV
- 1981 In For A Penny
- 1981 Caballero
- 1982 Why No Reply
- 1983 Dance Dance Dance
- 1984 Time To Say Good Bye
- 2018 The Upgraded Collection (Original Michaela Rose)

### Single
- 1977 "Hello Mr. Monkey"
- 1978 "Friday Night"
- 1979 "City Cats"
- 1979 "Peppermint Jack
- 1980 "Take Me Don't Break Me"
- 1980 "Marigot Bay"
- 1981 "In For A Penny, In For A Pound"
- 1982 "Indio Boy"
- 1982 "Tall Story Teller"
- 1983 "Why No Reply"
- 1983 "Sunrise In Your Eyes"
- 1985 "Time To Say Goodbye"
- 1986 "Ecstasy"
- 1998 "Hello Mr. Monkey (Remix)"
- 2008 "Margiot Bay 2008" (feat. Michaela Rose)
- 2014 "Dance Into The Moonlight" (feat. Michaela Rose)
- 2017 "Zanzibar" (Original Michaela Rose)